# Jōhei
Jōhei (japanisch 承平, auch Shōhei) ist eine japanische Ära (Nengō) von  Mai 931 bis Juni 938 nach dem gregorianischen Kalender. Der vorhergehende Äraname ist Enchō, die nachfolgende Ära heißt Tengyō. Die Ära fällt in die Regierungszeit des Kaisers (Tennō) Suzaku.
Der erste Tag der Jōhei-Ära entspricht dem 16. Mai 931, der letzte Tag war der 21. Juni 938. Die Jōhei-Ära dauerte acht Jahre oder 2909 Tage.

## Ereignisse
- 936 Fujiwara no Tadahira wird zum Daijō Daijin befördert